# Rock, Paper, Shotgun
Rock, Paper, Shotgun (с англ. — «Камень, бумага, дробовик») — веб-сайт, посвящённый компьютерным играм и игровой индустрии. По своей структуре «Rock, Paper, Shotgun» является блогом и ориентирован на PC-игры и PC-версии мультиплатформенных игр. Сайт был основан в июле 2007 года, а в 2010 году стал партнёром сайта Eurogamer. «Rock, Paper, Shotgun» содержит новости, обзоры (рецензии), предобзоры, интервью и аналитические статьи.
«Rock, Paper, Shotgun» является довольно авторитетным ресурсом в игровой журналистике, на него часто ссылаются и используют его материалы как источник другие ресурсы.

## История
Великобританский сайт «Rock, Paper, Shotgun» был запущен 13 июля 2007 года Алеком Миром (англ. Alec Meer), Джимом Россиньолем (англ. Jim Rossignol), Джоном Уолкером (англ. John Walker) и Кироном Гилленом. Все они на момент запуска сайта являлись профессиональными игровыми журналистами, получившими известность на профильных ресурсах.
Кирон Гиллен был заместителем главного редактора в журнале PC Gamer UK, а также писал статьи для сайтов и журналов Eurogamer, Edge, Wired, The Guardian, Arena и Plan B, а также является основателем термина New Games Journalism. 30 сентября 2010 года Гиллен покинул «Rock, Paper, Shotgun».
Алек Мир был штатным редактором газеты The Independent. Джим Россиньоль являлся известным игровым журналистом, рецензентом и критиком, написавшим книгу «This Gaming Life: Travels in Three Cities», опубликованную Мичиганским университетом. Джон Уолкер на момент присоединения к «Rock, Paper, Shotgun» публиковался в различных печатных журналах: PC Gamer, Total Film, Linux Format, Cult TV, Edge, NGamer, Windows XP, PC Plus, Official Xbox Magazine, Gamesmaster и PC Format.
После ухода Гиллена на его место был взят Квинтин Смит (англ. Quintin Smith).
Кроме данных четырёх основных авторов, «Rock, Paper, Shotgun» также наполняется десятком других авторов, работающих на непостоянной основе.
1 июня 2010 года Eurogamer, крупнейший европейский игровой ресурс, заключил партнёрское соглашение с «Rock, Paper, Shotgun», согласно которому последний включается в рекламную сеть «Eurogamer Network». На момент заключения соглашения «Rock, Paper, Shotgun» являлся одним из самых популярных по посещаемости великобританских блогов и имел более полумиллиона уникальных посетителей каждый месяц.
В августе 2010 года «Rock, Paper, Shotgun» попал в шестёрку лучших игровых блогов, завоевав награду Games Media Award.
В начале января 2011 года общественности стало известно о судебном конфликте между «Rock, Paper, Shotgun» и журналом Game Informer, который возник по причине того, что «Rock, Paper, Shotgun» взял несколько изображений из игры Tomb Raider, которая на тот момент находилась на ранней стадии разработки. Game Informer опубликовал эти изображения вместе с эксклюзивным интервью; сами изображения на момент публикации также были эксклюзивными. «Rock, Paper, Shotgun» опубликовал эти изображения на своём сайте, не указал их источник и скрыл водяные знаки Game Informer.